# Charlotte Chanter
Charlotte Chanter, geboren als Charlotte Kingsley (Devonshire, 1828-1882), was een Engelse schrijfster die vooral bekend werd door een boek dat bijdroeg aan een rage om varens te verzamelen in Devonshire.

## Leven en werk
Charlotte Kingsley werd geboren in Devonshire. Haar vader was ds. Charles Kingsley, die huwde met Mary Lucas. Ook haar oudere broers Charles en Henry werden schrijvers, evenals haar nicht Lucas Malet. Ze bracht haar jeugd door in Clovelly, waar haar vader curate (hulppredikant) en later dominee was. In 1836 verhuisde ze naar Londen. Haar man John Milles Chanter werd predikant van de Holy Trinity Church (Heilige Drie-eenheid-Kerk) in Ilfracombe. 
Haar boek Ferny Combes verscheen in 1856 en was het eerste boek dat het grote publiek opmerkzaam maakte op de soortenrijkdom aan varens in Devonshire. Charlotte Chanters boek richtte zich met name op de varens die dicht bij de kust te vinden zijn. Net zoals andere auteurs van botanische boeken uit die tijd moedigde ze mensen aan om bijzondere varens uit te graven. Daarmee droeg ze bij aan de toenemende zeldzaamheid van sommige soorten. Haar broer Charles bedacht de term pteridomania, varengekte, voor deze Victoriaanse manie.
Charlotte Chanters roman Over the Cliffs verscheen in 1861 en heeft kenmerken van een gothic novel en een sensatieroman. Het plot draait om moord en een erfenis.  De roman heet goed ontvangen te zijn, maar er verscheen ook minstens één negatieve recensie. 

## Selectieve bibliografie
- Ferny Combes: A Ramble After Ferns in the Glens and Valleys of Devonshire (1856)
- Over the Cliffs (1861)

Over the Cliffs werd in Nederland uitgegeven in 1862 onder de titel De Kinderen van Harscourt in de Halve Gulden-Editie bij P.C. Hoog (later overgenomen door Gebr. Koster). Het werd in twee delen uitgegeven en kostte dus 50 cent per deel.